# Nicolò Raguseo

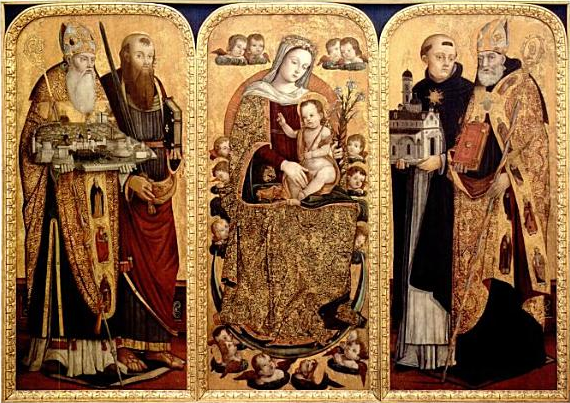
Trittico per la cappella della famiglia Bonda nella chiesa dei Domenicani di Ragusa

Nicolò Raguseo (in croato Nikola Božidarević) (Cattaro ?, 1463 circa – Ragusa, 1517), dalmata di nascita, è stato uno dei più importanti pittori rinascimentali della Repubblica di Ragusa.

## Biografia
Fino agli inizi del XX secolo, pochissimo si sapeva della vita di Nicolò Raguseo: di lui si conosceva unicamente la firma su due quadri, apposta nelle forme Nicolo Raguseo e Nicolaus Rhagusinus. Tramite l'analisi comparata, si era riusciti ad identificare altre opere dovute alla mano dello stesso artista, ma nulla più.
Nel 1917 l'allora ricercatore dell'Archivio di Ragusa Karlo Kovač riuscì a dimostrare che il padre di Nicola era il pittore di Slano (una piccola località a nord di Ragusa) Božidar Vlatković. Fu il punto d'inizio per una proficua ricerca archivistica, che diede i suoi frutti e pure un nuovo nome all'artista, ribattezzato in croato Nikola Božidarević, e cioè "Nicola di Božidar".
Božidar Vlatković aveva lasciato la natia Slano nel 1462, per entrare come lavorante in una bottega artistica di Ragusa. L'anno seguente fu apprendista presso il cattarino Lorenzo Marini (in croato noto col nome di Lovro Dobričević Marinov), per il quale stava probabilmente lavorando a Cattaro quando gli nacque il figlio Nicola.
Nel 1470 Vlatković aveva già acquisito una fama sufficiente per aprire una propria bottega a Ragusa, ove è molto probabile che il figlio mosse i primi passi nel mondo dell'arte.
Nel settembre del 1476 il giovane Nicolò risulta apprendista del maestro raguseo Petar Ognjanović, che gli promette in cambio vitto, alloggio, ammaestramenti e - alla fine del praticantato - una somma di 1000 iperperi, un mantello e gli strumenti del mestiere.
Qualcosa fece però ritornare i due artisti sui loro passi, tanto che il 6 gennaio 1477 il contratto venne annullato di comune accordo: il giovane Nicolò partì quindi per l'Italia, ritornando a Ragusa solo nel 1491.
Si è ipotizzato che nel suo lungo periodo italiano egli abbia lavorato con i maestri della scuola di Murano, che ebbe nei Vivarini i suoi massimi rappresentanti. Fu influenzato anche dall'opera dei fratelli Carlo e Vittore Crivelli, oltre che dal Carpaccio. Sulla base dell'analisi delle sue successive opere ragusee, si ritiene che molto probabilmente avesse anche studiato gli affreschi del Perugino e del Pinturicchio a Roma.
Dopo il ritorno a Ragusa, Niccolò lavorò sia col padre che separatamente realizzando un discreto numero di opere, delle quali però solo quattro sono pervenute fino a noi.
Nicolò Raguseo morì verso la fine del 1517, mentre stava lavorando ad un polittico per la cattedrale di Ragusa. Dal suo testamento ricaviamo che fosse un uomo di una certa ricchezza, tanto che lasciò 30 ducati d'oro e una grande raccolta di medaglie. Non si sposò mai, forse perché per tutta la vita rimase sempre molto legato al padre, che gli sopravvisse.
Da un singolare evento della sua vita si deduce una personalità gioviale: nel corso delle feste per il carnevale del 1509 passò tre mesi in prigione per aver cantato canzoni sconce, provocando una gazzarra.

## Opere
Di mano di Nicolò:
- Trittico per la cappella della famiglia Bonda, nella Chiesa dei Domenicani. È il primo quadro rinascimentale di scuola tipicamente veneziana di cui si ha notizia a Ragusa. Lavorato circa nel 1500, è caratterizzato da una forzata simmetria compositiva: quattro figure - due per parte: san Biagio e sant'Agostino a sinistra, san Paolo e san Tommaso d'Aquino a destra - nei pannelli laterali, fanno da corona alla Vergine in trono col Bambin Gesù al centro, il tutto su fondo oro.
- Annunciazione, ex voto dell'armatore e capitano dalmata dell'Isola di Mezzo Marko Kolendić (nei documenti Marco de Blasio Colendich), nella Chiesa dei Domenicani.
- Sacra conversazione per la cappella della famiglia Giorgi, sempre nella chiesa dei Domenicani. Quest'opera e la precedente furono terminate nel 1513, e sono spesso considerate le sue creazioni più felici, pienamente rinascimentali nell'ispirazione.
- Madonna e santi, polittico per la chiesa di Santa Maria alle Dance (in croato Danče: una località fuori dalle mura cittadine di Ragusa). Di grande impatto visivo, riprende nei comparti laterali la tecnica del fondo oro, che unitamente alla ritualità dei gesti dei personaggi fa notare un ritorno all'iconografia tipica della pittura gotica.

Opere attribuite alla bottega di Nicolò:
- Trittico per la chiesa di Santa Maria di Spilica (Isola di Mezzo). L'opera venne commissionata a Nicolò mentre stava lavorando alla Sacra conversazione per la famiglia Giorgi. Dall'analisi tecnico-stilistica non si percepisce la mano del maestro, di conseguenza si ritiene che egli lasciasse il compito agli artisti della sua bottega, tanto che il quadro venne molto criticato.